# State Cat
Drei Bundesstaaten der USA haben seit 1985 eine Katzenrasse zur State Cat („Staatskatze“) erhoben.

## State Cats der USA
| Bundesstaat   | Bild | Katzenrasse           | Jahr der Ernennung |
| ------------- | ---- | --------------------- | ------------------ |
| Colorado      |      | Katzen aus Tierheimen | 2013               |
| Illinois      |      | Katzen aus Tierheimen | 2017               |
| Maine         |      | Maine coon cat        | 1985               |
| Maryland      |      | Calico cat            | 2001               |
| Massachusetts |      | Tabby cat             | 1988               |
| New Hampshire |      | Rotluchs              | 2015               |
| Tennessee     |      | Katzen aus Tierheimen | 2014               |